# Vålhån
Vålhån är en sjö i Älvdalens kommun i Dalarna och ingår i Dalälvens huvudavrinningsområde. Sjön har en area på 0,211 kvadratkilometer och ligger 445,5 meter över havet. Sjön avvattnas av vattendraget Galån.

## Delavrinningsområde
Vålhån ingår i det delavrinningsområde (682872-135575) som SMHI kallar för Utloppet av Vålhån. Medelhöjden är 476 meter över havet och ytan är 1,71 kvadratkilometer. Räknas de 13 avrinningsområdena uppströms in blir den ackumulerade arean 118,29 kvadratkilometer. Galån som avvattnar avrinningsområdet har biflödesordning 4, vilket innebär att vattnet flödar genom totalt 4 vattendrag innan det når havet efter 502 kilometer. Avrinningsområdet består mestadels av skog (85 procent). Avrinningsområdet har 0,21 kvadratkilometer vattenytor vilket ger det en sjöprocent på 12,2 procent.